# Ö (Album)
Ö ist das siebte Studioalbum des deutschen Musikers Herbert Grönemeyer. Es erschien am 30. März 1988 bei EMI. Es war lange Zeit mit 14 Wochen das am längsten auf Platz eins befindliche Album der deutschen Albumcharts eines deutschen Künstlers, seit der Umstellung auf wöchentliche Charts. Erst im August 2010 wurde es von Unheiligs Große Freiheit übertroffen. Ö wurde allein in Deutschland mehr als 1,75 Millionen Mal verkauft.

## Hintergrund
Nach der erfolgreichen Sprünge-Tour 1986 und der Geburt seines Sohnes begab sich Herbert Grönemeyer mit seiner Band im Oktober 1987 in ein in einer Villa im belgischen Membach installiertes Studio, um das Nachfolgealbum einzuspielen. Peter Woodroffe zeichnete für die Aufnahmen verantwortlich, bis Dezember 1987 waren sie abgeschlossen. Mit Harald Lepschies wurden die Aufnahmen im Januar 1988 in Köln vervollständigt. Lepschies besorgte auch den Mix zwischen Februar und März 1988 in den Dierks Studios in Stommeln. Am 30. März 1988 erschien Ö. Als erste Single wurde Was soll das ausgewählt, aber auch Vollmond, Halt mich und Komet entwickelten sich zu Hits im deutschsprachigen Raum.
In Deutschland, Österreich und der Schweiz erreichte das Album Platz 1. Auf der anschließenden Tournee, die am 13. April 1988 in Grefrath begann und am 3. September 1989 in Essen im Georg-Melches-Stadion endete, spielte Grönemeyer 68 Konzerte im deutschsprachigen Raum. Auf der deutschen Bestseller-Liste des Jahres 1988 der Zeitschrift Musikmarkt erreichte Ö unmittelbar hinter Michael Jacksons Bad Platz 2. Ende des Jahres 1988 veröffentlichte Grönemeyer das englischsprachige Album What’s All This, das allerdings nicht nur Lieder von Ö, sondern auch früherer Alben enthielt. Dieses konnte in Kanada einen gewissen Erfolg erzielen, wo der Titelsong es in die Single-Charts schaffte, so dass Grönemeyer dort auch in mehreren großen Städten Konzerte gab. Auch erschien ein VHS-Video Ö-Tour 1988, am 29. Juni des Jahres in der Kölner Sporthalle aufgenommen.
Das Artwork zeigt einen Ausschnitt des Schriftzugs „GRÖNEMEYER“ in Weiß auf türkisfarbenem Hintergrund, wobei das „Ö“ als stilisiertes Gesicht mit den Punkten innerhalb des Kreises gestaltet wurde und zentral auf das Cover gesetzt wurde. Im Innencover wird der Schriftzug in Türkis auf Weiß fortgesetzt. Es wurde vom Künstler Josef Hawle gestaltet.

## Picture Disc

Sonderausgabe des Albums

Von diesem Album gab es eine limitierte Sonderausgabe als Picture Disc. Beide Seiten der Platte wurden für die grafische Gestaltung genutzt, darum gab es in der Mitte nicht den üblichen Aufkleber mit Titeln und anderen Angaben zur Platte. Die Seite 1 war ganz im Stil des ursprünglichen Covers gehalten, sie zeigte das weiße Ö auf grünem Grund. Damit man dies von außen sehen konnte, hatte das weiße Cover einen kreisrunden Ausschnitt, und die Schallplatte steckte in einer durchsichtigen Schutzhülle. Die Rückseite der Platte zeigte ein schwarzweißes Porträt von Herbert Grönemeyer mit einem kompletten Autogramm in weiß. Es gab den gleichen Beileger wie bei der Originalausgabe mit den kompletten Liedtexten auf der einen und einem Porträt des Sängers auf der anderen Seite.

## Inhalt und Rezeption
In Mit Gott thematisierte Grönemeyer die damalige Barschel-Affäre („einer ging leider baden, doch wir warfen ihn noch rechtzeitig über Bord“) und die CDU („das C strahlt über uns riesengroß“) im Allgemeinen.
Die Zeit schrieb, Grönemeyer habe sich mit dem Album „wieder als erster deutscher Rock-Poet“ erwiesen, die Lieder hätten „Leichtigkeit und Schliff“ und seien „zugleich mit rhythmischen Widerhaken und gedanklichen Widersprüchen gespickt.“ Grönemeyer beherrsche seine stimmlichen Mittel besser und verwende sie „sparsamer und effektiver“. Besonders Was soll das, ein Lied über eine Eifersuchtsszene, sei mit seiner Selbstironie und seiner „Komik als ein Glücksfall des Deutsch-Rock anzusehen“. „Die Musik besteht aus Klecksen, die zusammen ein farbstarkes Bild machen.“

## Titelliste
1. Was soll das – 4:33
2. Vollmond – 4:30
3. Komet – 5:19
4. Mit Gott – 4:38
5. Halt mich – 3:25
6. Keine Heimat – 3:39
7. Herbsterwachen – 4:31
8. Fragwürdig – 3:51
9. Bist du taub – 4:04
10. Was soll das (Verlängerter Neumix) – 6:15 (Bonustrack, nur auf CD)

## Singleauskopplungen
| Jahr | Titel        | Höchstplatzierung, Gesamtwochen, AuszeichnungChartplatzierungen (Jahr, Titel, , Platzierungen, Wochen, Auszeichnungen, Anmerkungen) | Höchstplatzierung, Gesamtwochen, AuszeichnungChartplatzierungen (Jahr, Titel, , Platzierungen, Wochen, Auszeichnungen, Anmerkungen) | Höchstplatzierung, Gesamtwochen, AuszeichnungChartplatzierungen (Jahr, Titel, , Platzierungen, Wochen, Auszeichnungen, Anmerkungen) | Anmerkungen                         |
| Jahr | Titel        | DE | AT | CH | Anmerkungen                         |
| ---- | ------------ | --- | --- | --- | ----------------------------------- |
| 1988 | Was soll das | DE3 (20 Wo.)DE | AT15 (12 Wo.)AT | — | Erstveröffentlichung: 28. März 1988 |
| 1988 | Vollmond     | DE21 (15 Wo.)DE | — | — | Erstveröffentlichung: 27. Juni 1988 |
| 1988 | Halt mich    | DE33 (17 Wo.)DE | — | — | Erstveröffentlichung: August 1988   |
| 1988 | Komet        | DE59 (3 Wo.)DE | — | — | Erstveröffentlichung: Oktober 1988  |

## Kommerzieller Erfolg

### Chartplatzierungen
| ChartsChartplatzierungen | Höchstplatzierung | Wochen |
| ------------------------ | ----------------- | ------ |
| Deutschland (GfK)        | 1 (85 Wo.)        | 85     |
| Österreich (Ö3)          | 1 (78 Wo.)        | 78     |
| Schweiz (IFPI)           | 1 (29 Wo.)        | 29     |

| ChartsJahrescharts (1988) | Platzierung |
| ------------------------- | ----------- |
| Deutschland (GfK)         | 2           |
| Österreich (Ö3)           | 4           |
| Schweiz (IFPI)            | 7           |

| ChartsJahrescharts (1989) | Platzierung |
| ------------------------- | ----------- |
| Deutschland (GfK)         | 15          |
| Österreich (Ö3)           | 4           |

### Auszeichnungen für Musikverkäufe
| Land/Region        | Auszeichnungen für Musikverkäufe (Land/Region, Auszeichnung, Verkäufe) | Verkäufe  |
| ------------------ | ---------------------------------------------------------------------- | --------- |
| Deutschland (BVMI) | 7× Gold                                                                | 1.750.000 |
| Österreich (IFPI)  | 2× Platin                                                              | 100.000   |
| Schweiz (IFPI)     | Platin                                                                 | 50.000    |
| Insgesamt          | 1× Gold · 6× Platin ·                                                  | 1.900.000 |